# Municipio de West Mead
El municipio de West Mead (en inglés: West Mead Township) es un municipio ubicado en el condado de Crawford en el estado estadounidense de Pensilvania. En el año 2000 tenía una población de 5.227 habitantes y una densidad poblacional de 111 personas por km².

## Geografía
El municipio de West Mead se encuentra ubicado en las coordenadas 41°40′00″N 80°08′59″O / 41.66667, -80.14972.

## Demografía
Según la Oficina del Censo en 2000 los ingresos medios por hogar en la localidad eran de $41,793 y los ingresos medios por familia eran de $47,156. Los hombres tenían unos ingresos medios de $38,144 frente a los $22,254 para las mujeres. La renta per cápita de la localidad era de $19,241. Alrededor del 8,2% de la población estaba por debajo del umbral de pobreza.